# Melochia manducata
Melochia manducata är en malvaväxtart som beskrevs av Wright apud Sauvalle. Melochia manducata ingår i släktet Melochia och familjen malvaväxter. Inga underarter finns listade i Catalogue of Life.